# ホウ酸エステル

ホウ酸トリメチル

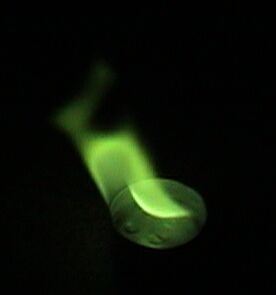
ホウ酸アルキルの燃焼

ホウ酸エステル (borate ester) は分子式 B(OR)3 (R はアルキル基やアリール基のような有機残基) で表される有機化合物である。次の反応により生成する。
{\displaystyle {\ce {B(OH)3\ + 3ROH -> B(OR)3\ +3H2O}}}
ただし、濃硫酸などの脱水試薬を必要とする。ホウ酸エステルは揮発性であるので、蒸留により反応混合物から分離できる。このプロセスは微量のホウ酸塩の分析や、鋼鉄中のホウ素の分析に用いられる。ホウ酸アルキルが燃焼するとき、特徴的な緑色の炎を出す。この性質により、ホウ素の存在を定性的に知ることができる。
ホウ酸トリメチル、B(OCH3)3 は鈴木・宮浦カップリングにおいて、ボロン酸エステルの前駆体として用いられる。カルボン酸または第一級アミドからのアミド合成において、ホウ酸エステルは効果的なカップリング試薬の役割を演ずる。